# Hyalinia dilutella
Hyalinia dilutella är en svampart. Hyalinia dilutella ingår i släktet Hyalinia och familjen vaxskålar.

## Underarter
Arten delas in i följande underarter:
- smyrnii
- dilutella